# 戀愛中會有的事
《戀愛中會有的事》（日語：恋愛あるある。）為2015年6月24日晚間10:00－11:24於富士電視台播出的綜合特別劇。由中川雅也擔任串場引言人。

## 劇情概要

### 「辦公室戀愛時常有的事」
因為學生時代太受男生歡迎而被學姐恐嚇的道山清美，對男性一直保持著敬而遠之的態度。進入職場後，某日公司指派玉木謙一擔任她所負責案子的助手，二人工作時私底下都在一起，久而久之玉木對她產生好感，開始對她展開追求，但她在學生時代因戀愛而留下的陰影揮之不去，她陷入了接受他抑或是拒絕他的困境中…

### 「單親媽媽戀愛時常有的事」
單親媽媽赤井仁江與獨生兒子相依為命，原先在超市工作的她，因與顧客起了爭執而遭到解雇。之後找到牙科診所助理的工作。某日黑田智治前來診所看診，巧的是當初仁江在超市與顧客起爭執時，他正好在場，智治深受仁江的個性所吸引，兩人的微妙關係就此展開…

### 「同居時常有的事」
小澤真理決定要與青柳芯太開始兩人的同居生活了。一開始兩人的生活充滿甜蜜，每天都過得相當快樂，但卻因芯太的某個原因，兩人衝突不斷，真理開始認真思考，是否要與這個人繼續同居下去…

## 登場人物

### 「辦公室戀愛時常有的事」
- 道山清美：黑木美沙
- 玉木謙一：淵上泰史
- 其他演員：白洲迅、大倉孝二、菜菜緒、菅谷哲也、松本若菜、吉谷彩子、葵、坂井真紀

### 「單親媽媽戀愛時常有的事」
- 赤井仁江：佐佐木希
- 黑田智治：千葉雄大
- 其他演員：品川祐、淺見麗奈、MEGUMI、村本大輔、小林喜名子、黑田大輔、大竹浩一、福澤重文、坂口辰平、深谷由梨香、海老塚幸穩（童星）、品川祐、YOU

### 「同居時常有的事」
- 小澤真理：戶田惠梨香
- 青柳芯太：室剛
- 其他演員：八嶋智人、森寬和、崛部圭亮、菊池敏弘、須永千重、菅原大吉

## 製作團隊
- 劇本：鈴木修
- 串場引言人：中川雅也
- 製作人：石井浩二
- 技術製作：長谷川美和
- 攝影：高野學
- 影像：藤本伊治郎
- 照明：阿部慶治
- 聲音：崛知也
- 導演：髙野舞（「辦公室戀愛時常有的事」）、洞功二（「單親媽媽戀愛時常有的事」）、石井浩二（「同居時常有的事」）
- 製作：富士電視台製作中心

## 外部連結
- 富士電視台官方網站 （页面存档备份，存于）